# St. Katharina (Eglosheim)

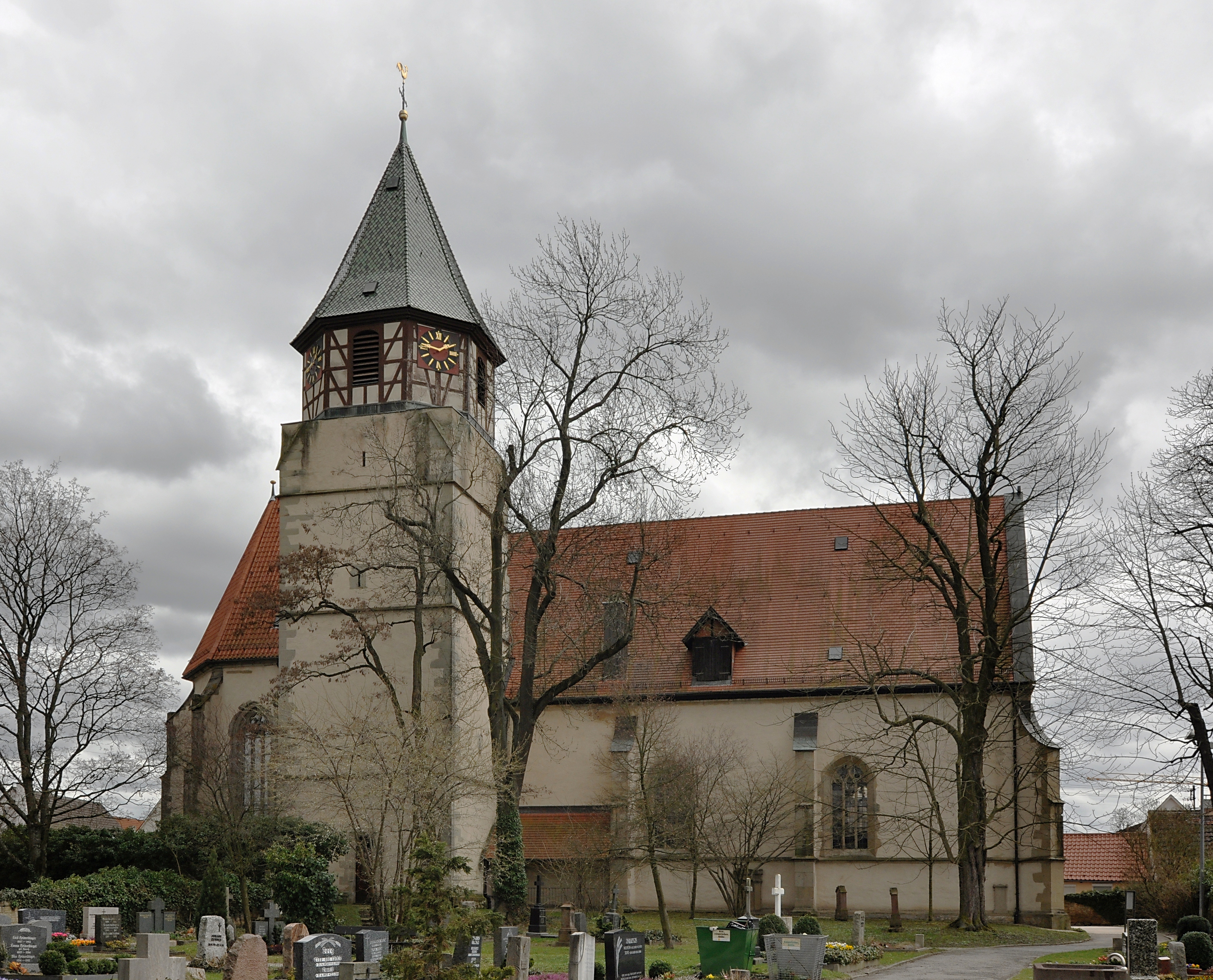
Die Katharinenkirche in Eglosheim

Die  evangelische Pfarrkirche St. Katharina in Eglosheim, einem 1901 eingemeindeten Stadtteil der Kreisstadt Ludwigsburg, stammt aus dem 15. Jahrhundert.

## Beschreibung
Die Katharinenkirche ist ein Saalkirche mit den Innenmaßen von 22 m Länge und 8,44 m Breite. Als Bauzahl erscheint am Bogenschlussstein des Brauttores die Jahreszahl 1497. Das Langhaus ist in drei Joche von 7,03 m × 8,44 m unterteilt. Es ist mit einem Netzrippengewölbe geschlossen. Der Name des Eglosheimer Architekten ist unbekannt.

### Schlusssteine und Kirchenhimmel
In Eglosheim befinden sich im Gewölbescheitel elf Schlusssteine und ein sogenannter Kirchenhimmel. Auf den Schauseiten der Schlusssteine ist die Halbfigur eines Apostels mit seinem Attribut reliefartig herausgemeißelt. Aus dem Jüngerkreis fehlt Judas, und anstelle des Apostels Thomas erscheint der durch Los nachgewählte Matthias. Der Petrus-Schlussstein ist der mittlere von fünf Schlusssteinen im zentralen Joch. Er erscheint damit nicht nur an zentraler Position des Jochs, sondern des Langhauses überhaupt. Diese Platzierung hat dem mittelalterlichen Menschen mit seiner auf das Schauen konzentrierten Glaubenseinstellung die herausgehobene „Position“ Petri im Himmel vor Augen gestellt. Die Apostelbildnisse sind von unterschiedlicher Qualität; die qualitätvolleren Figurenanlagen erscheinen im Westen. Hierzu gehört die Johannes-Darstellung. Sein Gesicht ist fein  geschnitten und wirkt besonders nachdenklich. Im Einklang mit dieser Nachdenklichkeit steht die Zeigegeste, mit der die schlanken Finger der rechten Hand, die in der Körpermitte dicht unter dem Gesicht platziert ist, auf den Kelch weisen. Sucht man Vergleichsbeispiele für einen Apostelzyklus auf Schlusssteinen, so sucht man in Schwaben vergebens. Die Hirsauer Marienkapelle besitzt einen Apostelzyklus in Halbfiguren, der sich allerdings nicht auf den Schlusssteinen, sondern auf den Diensten befindet. Vergleicht man die beiden Johannes-Darstellungen, so zeigen beide die ikonographisch vorgegebene Festlegung: den blondhaarigen, bartlosen Jüngling, der auf den Kelch deutet, aus dem die Schlange quillt. Vermittelt die Eglosheimer Figur mit der in der Körpermitte aufgelegten Hand den Eindruck der Sammlung, so ist der weit über die Körpermitte vorgeschobene, abgewinkelte Arm der Hirsauer Figur ihrer Ernsthaftigkeit abträglich. Im Vergleich mit der Hirsauer Skulptur insgesamt zeigt sich, dass die Eglosheimer Apostelfiguren stets eine angemessenere Körpersprache bewahren und niemals in eine entleerte Übersteigerung abgleiten, wie dies teilweise bei den Hirsauer Figuren anzutreffen ist. Anzusprechen ist ferner der Eglosheimer „Kirchenhimmel“ im dritten Gewölbefeld von Osten. In der Feldmitte befindet sich eine kreisrunde Öffnung, die mit einem abnehmbaren Holzdeckel verschlossen ist. Um die Öffnung liegt ein skulptierter Wolkenkranz, an den vier Seiten erscheinen die skulptierten Evangelistensymbole. Außer in der Alexanderkirche in Marbach am Neckar scheint es in Schwaben keinen skulptierten „Kirchenhimmel“ zu geben. Überhaupt ist der skulptierte Kirchenhimmel in ganz Deutschland sehr selten; häufig anzutreffen sind dagegen „Kirchenhimmel“, die mit Malereien geschmückt sind (z. B. in der Amanduskirche in Urach). So bleibt festzuhalten, dass der Schlusssteinzyklus und der „Kirchenhimmel“ zu den ganz seltenen Teilen einer skulpturalen spätgotischen Kirchenausstattung gehören.

### Halbfiguren
Das Eglosheimer Langhaus besitzt im zentralen Joch vier bedeutende Halbfiguren, die das Netzrippengewölbe tragen. Sie stellen die vier großen Propheten dar. An der Westwand befinden sich zwei Halbfigurkonsolen, die einen Steinmetz (im Süden) und Baumeister (im Norden) abbilden. Ebenso wie die Handwerker lassen sich auch die Propheten nicht sicher identifizieren. Dass es sich im zentralen Joch überhaupt um Prophetendarstellungen handelt – und nicht etwa um die vier Evangelisten – stützt sich auf die theologische Lehre, dass der Neue Bund auf dem Alten Bund ruht. Diese Sicht wurde in Architektur umgesetzt: so erscheint im Scheitelpunkt des Gewölbes die Apostelfolge, die Gewölberippen wiederum werden auf die Prophetenhalbfiguren abgeleitet. So „stützen“ sich die Apostel auf die Propheten. Die Halbfiguren in Eglosheim stammen nicht alle aus einer Hand. Die Propheten an der Nordseite sind emotionaler aufgefasst als ihre Gegenüber. So ist der Mund des Propheten an  der Nordwestecke des Langhauses wie zur Klage und Mahnung geöffnet. Die Finger sind  zum Teil nervös angehoben und überkreuzt. In der Forschung wird hier teilweise von Pathetik gesprochen. Anzumerken ist, dass die Halbfigur als Gewölbeträger ein Kennzeichen der sog. Uracher Schule um Peter von Koblenz ist und in Schwaben weite Verbreitung gefunden hat. Eglosheim bietet hierbei ein herausragendes Beispiel. 

### Kanzel
Man darf es als einen glücklichen Umstand bezeichnen, dass die Eglosheimer Steinkanzel seit ihrer Fertigstellung im Jahre 1498 – diese Jahreszahl erscheint auf der Kanzelbrüstung – trotz ihrer Beschädigungen nie restauriert wurde. Die Eglosheimer Kanzel hatte ihre ursprüngliche Position auf der Mitte der Nordwand gegenüber der dann 1660 eingebauten Südempore. Somit hatte das Langhaus bis zur Renovierung mit Umbau und Umsetzung der Kanzel an die Südseite des Chorbogens im Jahre 1907 durch den Architekten Theodor Fischer den Charakter einer Querkirche.  Die Kanzel ist in mehrfacher Weise etwas Besonderes. Dazu gehört einmal der Kanzeltypus. Er bestimmt sich durch die mit Maßwerk versehenen Brüstungsfelder, deren einziger figürlicher Schmuck die Statuetten an den Brüstungsecken sind. Dieser Typus ist in Neckarschwaben einzigartig. Die Statuetten stehen auf Engel-Halbfiguren. Auch hierfür gibt es kein weiteres Beispiel. Bestimmend für den Eindruck der Kanzel sind die fünf Statuetten, die von phantasievollen Baldachinen bekrönt werden. Die zentrale Position der Marienfigur mit dem Kind mag im Zusammenhang mit der ehemaligen Marienwallfahrt nach Eglosheim stehen. Der Marienfigur zur Seite stehen je zwei Kirchenväter, zur Rechten Papst Gregor I. und wahrscheinlich Ambrosius, ihr zur Linken Hieronymus und wahrscheinlich Augustinus. Gewöhnlich erscheinen an den spätgotischen Steinkanzeln diese Kirchenväter in einer Nischenarchitektur, so z. B. in Urach. Dort sitzen sie vor Schreibpulten, vor ihnen ein Buch. Ihre schriftstellerische Tätigkeit wurde als Verherrlichung Gottes und als Wegweisung für die Seelen zum Heil verstanden. Deshalb ist das Buch ein unabdingbares Attribut der Kirchenväter. Der Eglosheimer Kanzelmeister, der auf Schreibpulte verzichtet, löst nun diese Aufgabe auf bestechende Weise: die einzelnen Figuren der Kirchenväter sind in ganz unterschiedlicher Weise so angelegt, dass das Auge der Betrachtenden am Buch hängen bleibt. Als Beispiel sei auf Hieronymus verwiesen. Hieronymus soll einen an der Pranke verletzten Löwen geheilt haben. Dargestellt ist, wie das Tier sich an Hieronymus hochreckt und seine Pranke hochschiebt. Die Senkrechte, die diesen Figurenteil bestimmt, wird durch das senkrecht präsentierte Buch wieder aufgenommen. Das Buch erfährt so gleichsam eine Unterstreichung. Lebendig und kraftvoll ist der Tierkörper gearbeitet, von einer faszinierenden, eigenwilligen Bewegtheit ist die Löwenmähne. Über den Eglosheimer Kanzelmeister ist nichts bekannt. In der Forschung wird auf Beziehungen zur oberrheinischen Skulptur hingewiesen, doch der Figurenaufbau der Eglosheimer Statuetten weicht auch in wesentlichen Punkten von diesem Stil ab. So bleibt die Kanzel nicht nur von ihrem Typ her, sondern auch durch die Anlage ihrer Statuetten etwas Besonderes.
Im Ganzen zeichnet sich die skulpturale Ausstattung des Langhauses der Katharinenkirche im Gewölbetypus mit Schlusssteinen und Kirchenhimmel, in den Propheten-Halbfiguren und in der Kanzel durch eine Originalität aus, deren künstlerische Qualität für eine Dorfkirche erstaunlich ist.